# SG Semper
Die SG Semper (voller Name Sportgemeinschaft Semper) war eine Ost-Berliner Radsportgemeinschaft, die seit 1946 unabhängig vom DDR-Betriebssportgemeinschafts-System existierte.

## Geschichte

### SG Berliner Bären
Die SG Semper hatte ihren Ursprung im 1925 gegründeten „Berliner Radrenn Club (BRC) Semper 1925“. Er war im Berliner Stadtteil Friedrichshain ansässig und stand unter der Schirmherrschaft der Norddeutschen Fahrradwerke Semper Rad. Als nach dem Zweiten Weltkrieg die Siegermächte in Deutschland die Ausübung der meisten Sportarten verboten hatten, musste der BRC Semper aufgelöst werden. Nachdem 1946 Sportveranstaltungen wieder erlaubt wurden, gründeten ehemalige Mitglieder des BRC die „Radrennsparte Friedrichshain“, die sich 1949 in „SG Berliner Bären“ umbenannte. Den ersten überregionalen Erfolg konnten die Berliner Bären mit dem Gewinn der Ostzonenmeisterschaft im 4000-m-Verfolgungsfahren durch Horst Weinschenk feiern. Zur Ostzonen-Rundfahrt 1949 entsandte die SG drei Aktive, von denen Rudi Kirchhoff als Elfter am besten abschnitt. Im Dezember 1949 beschloss die SG-Leitung, sich keiner Betriebssportgemeinschaft (BSG) anzuschließen. Damit verzichtete man bewusst auf eine materielle Unterstützung von betrieblicher Seite.

### Umbenennung in SG Semper
1950 gründete sich an anderer Stelle eine BSG, die ebenfalls den Namen „Berliner Bären“ annahm. Dadurch sah sich die SG gezwungen ihren Namen in „SG Semper“ abzuändern. In den Folgejahren entwickelte sich die SG Semper zu einer der leistungsstärksten Radsportgemeinschaften in der DDR. Als sich die DDR 1950 erstmals an der Drei-Länder-Etappenfahrt Internationale Friedensfahrt beteiligte, wurde für die Nationalmannschaft der Semper-Fahrer Werner Gräbner nominiert. Er beschloss die Tour als drittbester DDR-Fahrer auf Platz 32. Erich Schulz begann 1950 mit dem Gewinn der traditionsreichen Harzrundfahrt seine erfolgreiche überregionale Karriere. Der Gewinn der Meisterschaft im 100-km-Mannschaftszeitfahren krönte schließlich die für die SG Semper erfolgreiche Saison 1950. In der Meistermannschaft standen unter anderem Erich Schulz und Rudi Kirchhoff.

### Erfolgreiche 1950er Jahre
Kirchhoff wurde 1951 zum erfolgreichsten Fahrer der SG Semper. Er gewann vier überregionale Eintagesrennen, darunter die DDR-Klassiker Berlin–Leipzig und Berlin–Cottbus–Berlin. Er war auch der einzige Vertreter der SG Semper bei der 3. DDR-Rundfahrt, bei der er, für die DDR-Nationalmannschaft fahrend, Rang elf belegte. Die SG Semper startete als einzige ostdeutsche Mannschaft bei der Deutschen Meisterschaft im Mannschaftszeitfahren in Augsburg und kam dort auf den 7. Platz. Zu Beginn des Jahres 1952 verließen Erich Schulz und Rudi Kirchhoff die SG Semper. Schulz wechselte zur BSG Post Berlin und Kirchhoff schloss sich BSG Motor Friedrichshain West an.
Nach diesem Aderlass konzentrierte sich die SG verstärkt auf die Nachwuchsarbeit und hatte 1952 und 1953 mit Manfred Klieme einen Erfolgsgaranten bei den Jugendrennen. 1954 bestritt Klieme hauptsächlich Bahnrennen, bei denen er die Winterbahnmeisterschaft in der 4000-m-Verfolgung und erzielte im West-Berliner Sportpalast mit seinem Partner Horst Gräbner beim 300-Runden-Mannschaftsfahren neuen Bahnrekord. Höhepunkt des Jahres war der Gewinn der DDR-Meisterschaft im Zweier-Mannschaftsfahren durch das Duo Manfred Klieme und dem Leipziger Gerhard Löffler. 1955 wechselte Klieme zur SG Dynamo Karl-Marx-Stadt. Im selben Jahr begannen mit Rainer Pluskat und Lothar Lepke zwei weitere Talente bei Semper ihre Karriere. Zusammen wurden beide Vizemeister bei den DDR-Jugendbahnmeisterschaften in der Zweierverfolgung. Bei den Berliner Jugendmeisterschaften im Straßeneinzel gewann Pluskat vor Lepke, Pluskat wurde in derselben Disziplin DDR-Jugendmeister. 1957 wurde die SG Semper in der Jugendarbeit als drittbeste Berliner Gemeinschaft hinter dem SC Dynamo und der BSG Post ausgezeichnet. Im Straßenrennsport verzeichnete Semper in diesem Jahr in den verschiedenen Alters- und Leistungsklassen insgesamt 17 Siege. In der DDR-Bestenliste der BSG und SG belegte Pluskat Rang drei, 1958 wurde er als Bester angeführt. Ein Jahr später wechselte er zum SC Einheit Berlin, ihm folgte ein Jahr später Lothar Lepke.

### Reduzierung auf Jugendarbeit
In den folgenden Jahren konzentrierte sich die SG Semper fast ausschließlich auf die Jugendarbeit. Die besten Talente wurden zu den großen Berliner Klubs Dynamo und Einheit delegiert. 1964 begann der Niedergang der SG Semper, als nicht nur die Talente zu leistungsstärkeren Klubs und Gemeinschaften wechselten, sondern auch viele Funktionäre. Eine Besserung trat erst wieder 1970 ein, als bei der SG auf Weisung des Berliner Bezirkstrainers ein Trainingszentrum eingerichtet wurde. Durch den Bezirksfachausschuss wurde die SG Semper finanziell unterstützt und beauftragt, ab 1974 für die nächsten Jahre das jährliche Straßeneröffnungsrennen Berlin–Freienwalde–Berlin auszurichten. Der Aufwärtstrend wurde unter anderem deutlich, als der SG Semper 1976 der Titel „Beste Berliner Sportgemeinschaft“ verliehen wurde. In den 1970er Jahren wurde die Sektion Radwandersport gegründet. Nach einer langen Durststrecke konnte die SG mit Erik Becker wieder einen DDR-Meister im Männerbereich feiern, 1987 gewann er die Meisterschaft im Querfeldeinrennen.

### Rückkehr zum BRC
Die politische Wende von 1990 führte zunächst zu einem erheblichen Aderlass an Aktiven und Funktionären. Auf dem Gerichtswege gelang es der Sportgemeinschaft, künftig wieder den Namen „BRC Semper 1925“ zu führen. Damit endete die mehr als 50 Jahre währende Geschichte der „Sportgemeinschaft Semper“.

## Die 1. Vorsitzenden
- 1925–1945 Hermann Laue, Erich Knösch, Gustav Weinschenk
- 1945–1946 Arthur Metzendorf
- 1946–1949 Arno Engelsben
- 1949–1951 Erwin Holtfreter
- 1951–1958 Arno Engelsben
- 1958–1959 Herbert Krause
- 1960–1961 Oskar Tank
- 1961–1963 Herbert Krause
- 1964–1967 Manfred Burkert
- 1968–1971 Günter Lehmann
- 1972–1974 Herbert Krause
- 1975–1981 Klaus Fricke
- 1982–1993 Heinz Münchau
- 1994–? Wolfram Paul
- ? –  Ines Purschwitz